# Голубев, Александр Титович
Алекса́ндр Ти́тович Го́лубев (9 февраля 1936, д. Пахомлевичи Лепельского района Витебской области, БССР, СССР — 8 февраля 2020, Москва, Россия) — деятель советских и российских органов госбезопасности, генерал-лейтенант. Заслуженный сотрудник органов внешней разведки Российской Федерации, Почётный сотрудник госбезопасности.

## Биография
После окончания средней школы проходил действительную срочную службу на Балтийском флоте, оставался на четвёртый «сверхсрочный» год. Затем работал фрезеровщиком на заводе автотракторного электрооборудования в Северной Осетии. Был активистом, находился на комсомольской работе.
В органах государственной безопасности с 1959 года, когда по разнарядке КГБ был направлен в Ленинградский институт иностранных языков, где учился в 1959—1964 годах, изучал персидский и английский языки. В связи с расформированием вуза переведён в Высшую Краснознамённую школу КГБ, которую окончил в 1964 году.
После подготовки и прохождения с 1967 года Курсов усовершенствования офицерского состава (КУОС) с 1969 года — во внешней разведке (ПГУ КГБ), где находился на оперативной работе до 2001 года.
Служил во внешней контрразведке. Неоднократно выезжал в долгосрочные загранкомандировки. Прошёл путь от оперативного сотрудника до резидента, не единожды был резидентом за рубежом. Участник Афганской войны (26 раз выезжал на боевые позиции), возглавлял группу Комитета госбезопасности по взятию особо охраняемых объектов, участвовал в штурме дворца Амина.
Работая в центральном аппарате разведки, возглавлял ряд её крупных оперативных подразделений. Работал начальником разведывательного управления КГБ РСФСР, начальником одного из управлений СВР.
В последнее время — председатель Совета ветеранов Службы внешней разведки Российской Федерации. Являлся старшим консультантом директора СВР России.
Был женат. Имел двух сыновей.
Скончался 8 февраля 2020 года в Москве после тяжёлой продолжительной болезни.

### Награды
Награждён орденами:
- «За военные заслуги»,
- «Почёта»[3],
- Красного Знамени (за штурм дворца Амина),
- Красной Звезды,
- «Знак Почёта»,

а также медалями СССР и Российской Федерации, орденами и медалями ряда зарубежных государств; нагрудными знаками «Почётный сотрудник госбезопасности» и «За службу в разведке».